# Katharina Hennigová
Katharina Hennigová (* 14. června 1996 Annaberg-Buchholz) je německá běžkyně na lyžích, olympijská vítězka ve sprintu dvojic na Zimních olympijských hrách 2022.

## Sportovní kariéra
Jejím životním úspěchem bylo vítězství na ZOH 2022 v Pekingu v týmovém sprintu společně s Victorií Carlovou, čímž zopakovaly německý triumf v této disciplíně z roku 2010, o nějž se tehdy postaraly Evi Sachenbacherová-Stehleová a Claudia Nystadová. Na Tour de Ski 2022/23 si Hennigová připsala své první vítězství v závodě Světového poháru, což bylo zároveň první vítězství německých běžkyň na lyžích po téměř 14 let, neboť naposledy vyhrála Claudia Nystadová ve Falunu v březnu 2009. Celkově pak Hennigová tuto Tour dokončila na pátém místě a dosáhla tak historicky nejlepšího výsledku německých běžkyň.

## Výsledky

### Výsledky ve Světovém poháru
| Sezóna  | Věk | Sezónní výsledky | Sezónní výsledky | Sezónní výsledky | Sezónní výsledky | Výsledky na Ski Tour | Výsledky na Ski Tour | Výsledky na Ski Tour | Výsledky na Ski Tour |
| Sezóna  | Věk | Celkově          | Distance         | Sprinty          | U23              | Nordic Opening       | Tour de Ski          | Ski Tour 2020        | WC Final             |
| ------- | --- | ---------------- | ---------------- | ---------------- | ---------------- | -------------------- | -------------------- | -------------------- | -------------------- |
| 2016/17 | 20  | 43.              | 32.              | —                | 6.               | 27.                  | DNF                  | —                    | —                    |
| 2017/18 | 21  | 39.              | 23.              | 69.              | 9.               | 40.                  | 21.                  | —                    | 27.                  |
| 2018/19 | 22  | 31.              | 14.              | 70.              | 4.               | 28.                  | DNF                  | —                    | 17.                  |
| 2019/20 | 23  | 18.              | 12.              | 4.               | 48.              | 27.                  | 8.                   | —                    | —                    |
| 2020/21 | 24  | 11.              | 6.               | 54.              | —                | 20.                  | 8.                   | —                    | —                    |
| 2021/22 | 25  | 11.              | 7.               | 30.              | —                | —                    | 9.                   | —                    | —                    |

### Výsledky na OH
| Rok  | Věk | 10 km | 15 km skiatlon | 30 km hromadný start | sprint | 4 × 5 km štafeta ženy | sprint dvojic |
| ---- | --- | ----- | -------------- | -------------------- | ------ | --------------------- | ------------- |
| 2018 | 21  | —     | 22.            | 19.                  | 27.    | 6.                    | —             |
| 2022 | 25  | 5.    | 15.            | —                    | —      | 2.                    | 1.            |

### Výsledky na MS
| Rok  | Věk | 10 km | 15 km skiatlon | 30 km hromadný start | sprint | 4 × 5 km štafeta ženy | sprint dvojic |
| ---- | --- | ----- | -------------- | -------------------- | ------ | --------------------- | ------------- |
| 2017 | 20  | 27.   | 11.            | 19.                  | —      | 6.                    | —             |
| 2019 | 22  | 11.   | 16.            | 21.                  | —      | 4.                    | —             |
| 2021 | 24  | —     | 29.            | 18.                  | 27.    | 5.                    | —             |
| 2023 | 26  | 11.   | 4.             | 7.                   | —      | 2.                    | —             |